# João Pinto
João Manuel Vieira Pinto (født 19. august 1971 i Porto, Portugal) er en tidligere portugisisk fodboldspiller, der spillede som angriber hos flere forskellige klubber, samt for Portugals landshold. Af hans klubber kan blandt andet nævnes SL Benfica og Sporting Lissabon.

## Landshold
Pinto spillede i årene mellem 1991 og 2002 81 kampe for Portugals landshold, hvori han scorede 23 mål. Han repræsenterede sit land ved EM i 1996, EM i 2000 samt VM i 2002.